# Nancy Cunard
Nancy Cunard, és una escriptora, poeta, polista, editora i periodista anglesa. Va néixer al poble de Neville Holt al comtat de Leicestershire el 10 de març de 1896-1965. Va destacar pel seu activisme social i el seu mecenatge en literatura.
És la filla única d'un noble anglès (Sir Sot Cunard, fill del fundador de la naviliera Cunard) i una hereva nord-americana (Maud Alice Burke).
Quan era una adolescent els seus pares es van divorciar i Nancy va anar a viure amb la seva mare a Londres. Durant la seva estada en aquesta ciutat va participar en les múltiples recepcions que organitzava la seva mare i a les quals acudien artistes, músics, escriptors, així com gent de l'alta societat.
El 1917 es va casar amb un capità, Sydney Fairbain, de qui es va divorciar al cap de vint mesos. Després de la ruptura matrimonial, Nancy s'estableix a París, on alterna en festes de l'alta societat als quals crea tendència amb els seus models d'inspiració africana. S'hi crea una gran fama de bevedora i promíscua.
A la fi de l'any 1927 se'n va a viure al poble de La Chapelle-Réanville a Normandia. Allí va fundar l'editorial Hours Press, que utilitzava per finançar la publicació de llibres d'autors novells com ara Robert Greus, Samuel Beckett, George Moore, Ezra Pound, Laura Riding entre d'altres.
El 1928 coneix a Venècia el músic de jazz Henry Crowder, un afroamericà que va esdevenir el seu amant. Aquest va despertar la seva preocupació i lluita constant pels problemes de racisme als Estats Units. És així com Nancy es converteix en activista, lluitadora pels drets civils i és llavors quan edita Black Man and White Ladyship (1931), i l'antologia Negre (1934).
Es va oposar a la invasió d'Etiòpia per part de Mussolini i, durant el conflicte bèl·lic d'Espanya de 1936, va ser corresponsal del Manchester Guardian, on va col·laborar amb Pablo Neruda en la seva obra Los poetas del mundo defienden al pueblo español. També va col·laborar amb els aliats a Londres, durant la Segona Guerra Mundial. Va participar en les emissions de la ràdio de «France Libre» a la qual va traduccions. Quan es va acabar el conflicte bèl·lic del 36 va ajudar els refugiats espanyols que s'oposaven a Franco i que no podien tornar a Espanya, i va escriure Releve into Marquis (1944).
Es va tornar a canviar de residència i es va establir a principi des anys 1950 a La Mothe (Dordonya), i és allí on escriurà Grand Man: Memories of Norman Douglas (1954).
Els seus problemes amb l'alcohol van produir una deterioració de la seva salut i de la seva fortuna. Va acabar internada al Sanatori Holloway al comtat de Surrey a Anglaterra) el 1960.
Nancy Cunard va morir el 17 de març de 1965 a un hospital públic de París, on va ser ingressada l'endemà passat de ser trobada inconscient al carrer. Va ser incinerada i les seves cendres van ser enterrades al columbari del cementiri de Père Lachaise.